# Aeropuerto de Caen-Carpiquet
El aeropuerto de Caen-Carpiquet (en francés: Aéroport de Caen-Carpiquet) (IATA: CFR, OACI: LFRK) es un aeropuerto ubicado en Carpiquet, 6 km al oeste de Caen, en el departamento de Calvados de la región de Normandía en Francia. En 2017, por el aeropuerto de Caen-Carpiquet pasaron 180 910 pasajeros, un aumento del 30,1% con respecto a 2016. En 2018, pasaron 274 011 pasajeros, un 51,5% más que en 2017.

## Historia

### Base militar (1939-1967)
La idea de un aeródromo cerca de Caen se remonta a 1926 después de la visita de una delegación militar. Sin embargo, no fue hasta 1930 que el ministerio de aviación aprobó su creación. El trabajo comenzó en julio de 1937 y terminó en marzo de 1938.
La base aérea 720 Caen-Carpiquet fue inaugurada el 17 de agosto de 1939. Capturado por la Luftwaffe en junio de 1940, sirvió como base durante la Batalla de Gran Bretaña. Mientras estaba bajo control alemán, la pista fue ampliada y hormigonada.
En junio y julio de 1944, durante la Batalla de Normandía, las tropas anglo-canadienses y alemanas participaron en largas y duras luchas por el control del aeródromo de importancia estratégica. Después de la guerra, el aeródromo fue reconstruido y reacondicionado para el ejército aéreo francés.

### Aeropuerto civil (desde 1967)
El decreto del 16 de mayo de 1969 colocó el aeródromo bajo la secretaría general de aviación civil, una rama del Ministerio de Transporte. A finales de la década de 1960, el Ayuntamiento de Caen desarrolló aún más el aeródromo para uso civil bajo la dirección de la Cámara de Comercio e Industria.
En mayo de 1968, se construyó un edificio terminal que alberga un vestíbulo público, oficinas de servicio y un restaurante.
Desde marzo de 2007, el aeropuerto está gestionado por la comunidad urbana de Caen la Mer.
A finales de 2008, se introdujo una ruta Caen - París-Orly programada regularmente con dos viajes de ida y vuelta por semana. Esta fue la segunda ruta programada después de Caen - Lyon. En 2010, la frecuencia de la ruta Caen - París-Orly aumentó a tres viajes de ida y vuelta por semana, y luego se incrementó aún más a los lunes, martes, jueves y viernes. En 2014, la empresa de bajo coste Flybe abrió una ruta entre Caen y el aeropuerto de Londres Southend. La ruta Caen - París-Orly se suspendió por decisión del operador de ruta Hop.
Entre julio y agosto se reconstruyó la pista 13/31 y se amplió la calle de rodaje. Para 2020,[actualizar] se espera que la pista principal de 1900 metros de largo se extienda a una longitud eventual de entre 2250 y 2400 metros.
La ruta Londres - Caen se suspendió a principios de 2020, cuando la aerolínea Flybe desapareció.

## Instalaciones
El aeropuerto de Caen tiene dos pistas de concreto (13/31 y 05/23) y dos pistas de césped para la aviación recreativa.
La pista principal (13/31) está equipada con iluminación de aproximación de alta intensidad. La pista 31 está equipada con un sistema de aterrizaje instrumental de Categoría III.

## Aerolíneas y destinos

### Destinos nacionales
| Ciudades    | Nombre del aeropuerto                  | Aerolíneas                                   | Aeronaves | Frecuencias semanales |
| Francia     | Francia                                | Francia                                      | Francia   | Francia               |
| ----------- | -------------------------------------- | -------------------------------------------- | --------- | --------------------- |
| Ajaccio     | Aeropuerto de Ajaccio                  | Air France (Estacional) Volotea (Estacional) | A3xxceo   |                       |
| Bastia      | Aeropuerto de Bastia                   | Volotea (Estacional)                         | A3xxceo   |                       |
| Biarritz    | Aeropuerto de Biarritz                 | Air France (Estacional)                      |           |                       |
| Calvi       | Aeropuerto de Calvi                    | Air France (Estacional)                      |           |                       |
| Figari      | Aeropuerto de Figari                   | Air France (Estacional) Volotea (Estacional) | A3xxceo   |                       |
| Lyon        | Aeropuerto de Lyon                     | Air France Volotea                           | A3xxceo   |                       |
| Marsella    | Aeropuerto de Marsella                 | Air France (Estacional) Volotea              | A3xxceo   |                       |
| Montpellier | Aeropuerto de Montpellier-Méditerranée | Volotea                                      | A3xxceo   |                       |
| Niza        | Aeropuerto de Niza                     | Air France (Estacional) Volotea              | A3xxceo   |                       |
| Toulouse    | Aeropuerto de Toulouse                 | Volotea                                      | A3xxceo   |                       |

### Destinos internacionales
| Ciudades | Nombre del aeropuerto | Aerolíneas                                                 | Aeronaves  | Frecuencias semanales |
| Europa   | Europa                | Europa                                                     | Europa     | Europa                |
| -------- | --------------------- | ---------------------------------------------------------- | ---------- | --------------------- |
| Irlanda  |                       |                                                            |            |                       |
| Kerry    | Aeropuerto de Kerry   | Chalair Aviation (Estacional) (inicia 29 de junio de 2024) | ATR 72-500 |                       |

## Estadísticas
Ver fuente y consulta Wikidata.
| Año  | Pasajeros |
| ---- | --------- |
| 2018 | 274 011   |
| 2017 | 180 910   |
| 2016 | 139 016   |
| 2015 | 129 096   |
| 2014 | 115 015   |
| 2013 | 105 022   |
| 2012 | 100 769   |
| 2011 | 107 898   |
| 2010 | 76 883    |
| 2009 | 89 868    |
| 2008 | 107 898   |

## Acceso
El aeropuerto está ubicado al oeste de Caen, en la comuna de Carpiquet. Desde el 29 de junio de 2015, cuenta con el servicio de la línea 3 de autobús Twisto.